# Astylopsis sexguttata
Astylopsis sexguttata är en skalbaggsart som först beskrevs av Thomas Say 1827.  Astylopsis sexguttata ingår i släktet Astylopsis och familjen långhorningar. Inga underarter finns listade.